# Avenida de Mayo (stacja metra)
Avenida de Mayo – stacja metra w Buenos Aires, na linii C. Znajduje się pomiędzy stacjami Diagonal Norte, a Moreno. Stacja została otwarta 9 listopada 1934.